# 上珀灵
上珀灵是德国巴伐利亚州的一个市镇。总面积17.39平方公里，总人口1142人，其中男性558人，女性584人（2011年12月31日），人口密度66人/平方公里。